# Volo National Airlines 193
Il volo National Airlines 193 era un volo passeggeri nazionale di linea da Miami, Florida, a Pensacola, Florida, con scali intermedi a Mobile, New Orleans e Tampa, negli Stati Uniti d'America. L'8 maggio 1978, un Boeing 727-200 operante sulla rotta si schiantò in un tratto di mare profondo quattro metri durante l'avvicinamento a Pensacola, precisamente nella baia di Escambia, nell'ultima tratta del volo. L'incidente avvenne di notte in condizioni di scarsa visibilità a causa della nebbia. Tre persone persero la vita mentre in undici rimasero feriti. Sopravvissero in 55.

## L'aereo
Il velivolo coinvolto era un Boeing 727-235, marche N4744, numero di serie 19464, numero di linea 553. Volò per la prima volta il 20 marzo 1968 e venne consegnato a National Airlines la settimana successiva. Era spinto da 3 motori turboventola Pratt & Whitney JT8D-7B. Al momento dell'incidente, l'aereo aveva poco più di dieci anni e aveva accumulato 26 720 ore di volo.

## L'incidente
Il sistema di atterraggio strumentale (ILS) per la pista 16 era fuori servizio dal gennaio dello stesso anno per la ricostruzione della pista. Era invece disponibile un avvicinamento non di precisione alla pista 25. Prima di iniziare l'avvicinamento, un Beechcraft bimotore riferì di essere uscito dal cielo coperto a un'altitudine di 450 piedi (140 m). L'altitudine minima di discesa per questo avvicinamento era di 480 piedi (150 m). Ciò preoccupò il primo ufficiale che informò il comandante che, a suo avviso, l'aereo aveva effettuato un avvicinamento illegale, cioè senza seguire le procedure operative standard. Un jet della Eastern Air Lines davanti a loro riferì di aver visto per un breve periodo la pista prima di perderla nuovamente tra le nuvole e iniziare una riattaccata.
Durante l'avvicinamento il primo ufficiale non effettuò le dovute chiamate riguardanti l'altitudine. L'allarme di prossimità al suolo suonò e il primo ufficiale controllò il suo altimetro. Lesse il valore di 1 500 piedi (460 m) e spense l'allarme. Il registratore dei dati di volo mostrò successivamente che la loro altitudine effettiva a questo punto era di soli 500 piedi (150 m). L'equipaggio potrebbe essere stato distratto dall'allarme e non si rese conto di aver superato l'altitudine minima di discesa. Poco dopo ammararono nella baia di Escambia. Il traffico di chiatte nella zona assistette all'evacuazione. Tre passeggeri annegarono nel tentativo di uscire dall'aereo, nessuno perse la vita nell'impatto con l'acqua. L'aereo, intatto dopo l'incidente, venne trasferito in un hangar presso la Naval Air Station Pensacola, ma poi demolito a causa dell'estesa corrosione causata dall'acqua di mare.

### L'evacuazione
L'aereo non era dotato, né doveva essere equipaggiato, di zattere di salvataggio e cuscini per sedili di tipo galleggiante approvati. Ventiquattro passeggeri e l'equipaggio credettero che i cuscini dei sedili fossero dispositivi di galleggiamento. Quattordici passeggeri cercarono di usarli e diversi sopravvissuti indicarono che i cuscini non li aiutarono a stare a galla.
Poiché, per regolamento, (successivamente modificato) la parte di volo da Mobile a Pensacola non era sull'acqua, il briefing ai passeggeri non incluse né la posizione né l'uso delle attrezzature per la sopravvivenza in mare. Pertanto, molti passeggeri non erano a conoscenza della posizione dei giubbotti di salvataggio, di come indossarli, di come usarli e della posizione e dell'uso delle luci di emergenza del giubbotto di salvataggio. Quei passeggeri che sapevano o erano stati informati che i giubbotti di salvataggio erano riposti negli scomparti sotto i sedili ebbero difficoltà a estrarli. L'aumento dell'acqua nella cabina aggravò i problemi di localizzazione e rimozione dei giubbotti dai compartimenti sotto i sedili.

## Le indagini
A contribuire all'incidente fu la scarsa preparazione da parte dell'equipaggio. Sebbene il comandante e il primo ufficiale fossero stati informati che la pista 16 era chiusa, se ne dimenticarono. Un sistema luminoso di avvicinamento visivo (VASI) che serviva la pista 25 era disponibile e operativo, ma i piloti non ne erano a conoscenza.
Un ulteriore fattore che contribuì all'incidente fu un errore da parte del controllore del traffico aereo. La procedura per la pista 25 consisteva nel dirigere i voli per intercettare l'avvicinamento finale a 8 nmi, con l'inizio della disceda finale a 6 nmi. Il controllore valutò erroneamente la distanza dell'aereo, indicando ai piloti di iniziare la discesa troppo in ritardo. Il rapporto del National Transportation Safety Board concluse che il controllore "creò una situazione che rese impossibile per il comandante configurare il suo aereo nel modo specificato nel manuale di volo".
Una riluttanza a dichiarare un mancato avvicinamento pervase in cabina durante la discesa. Il controllore radar, il comandante, il primo ufficiale e l'ingegnere di volo avevano tutti indicazioni di un avvicinamento fuori dal comune, che produsse un ambiente frenetico e carico di lavoro. Un esempio di questo fu che il comandante non riuscì ad abbassare il carrello di atterraggio subito dopo aver abbassato i flap a 25 gradi, perché "voleva evitare di imporre una richiesta simultanea al sistema idraulico mentre i flap erano in transito". Allo stesso modo, il primo ufficiale non effettuò la chiamata a 1 000 piedi (300 m) richiesta durante un avvicinamento, perché non arrivò mentalmente a 1.000 piedi, a causa del suo "orologio interno" che era basato su una normale velocità di discesa. Inoltre, ognuno di loro scelse di non chiedere o offrire ulteriore assistenza o avvisi, inclusi annunci e riconoscimenti consigliati. La mancanza di comunicazione dell'equipaggio e un atteggiamento "no problem here" ("non ci sono problemi") portarono a una falsa consapevolezza dell'altitudine e della velocità di discesa da parte di tutti i soggetti coinvolti.